# Kingdom of Madness
Kingdom of Madness je debutové studiové album německé powermetalové hudební skupiny Edguy. Vydáno bylo 8. února 1997 vydavatelstvím AFM Records. Podle zpěváka a hlavního skladatele Tobiase Sammeta provázela nahrávání alba „otřesná produkce“. Členové skupiny tehdy nevěděli, „jak se nahrává album a jak to funguje ve studiu.“ Desce se dostalo spíše průměrných nebo negativních reakcí ze strany hudebních kritiků. Horst Odermatt, pořadatel německého festivalu Bang Your Head!!! dokonce kapele po poslechnutí alba předpověděl nulovou budoucnost. Edguy následně v roce 2007 na tomto festivalu hráli v pozici headlinera.

## Seznam skladeb
Texty napsal(i) Tobias Sammet.
| Pořadí         | Název                                | Hudba                          | Délka |
| -------------- | ------------------------------------ | ------------------------------ | ----- |
| 1.             | Paradise                             | Sammet, Jens Ludwig            | 6:24  |
| 2.             | Wings of a Dream                     | Sammet                         | 5:24  |
| 3.             | Heart of Twiligh                     | Sammet, Ludwig                 | 5:32  |
| 4.             | Dark Symphony                        | Sammet, Ludwig                 | 1:05  |
| 5.             | Deadmaker                            | Sammet, Ludwig                 | 5:15  |
| 6.             | Angel Rebellion                      | Sammet, Ludwig                 | 6:44  |
| 7.             | When a Hero Cries                    | Sammet                         | 3:39  |
| 8.             | Steel Church                         | Sammet, Ludwig, Dominik Storch | 6:29  |
| 9.             | The Kingdom (feat. Chris Boltendahl) | Sammet                         | 4:28  |
| Celková délka: | Celková délka:                       | Celková délka:                 | 59:15 |

## Obsazení
- Tobias Sammet – zpěv, baskytara, piano
- Jens Ludwig – kytara
- Dirk Sauer – kytara
- Dominik Storch – bicí

Hosté
- Chris Boltendahl – zpěv

Technická podpora
- Erik Grösch – producent, technik
- Ralph Hubert – technik